# Lijst van vlaggen van Griekenland
Dit is een lijst van vlaggen van Griekenland.

## Nationale vlag (perFIAV-codering)
|          | Civiele vlag | Staatsvlag | Oorlogsvlag |
| -------- | ------------ | ---------- | ----------- |
| Te land  | · ?          | · ?        | · ?         |
| Te water | · ?          | · ?        | · ?         |

## Vlaggen van bestuurders
| Vlag | Periode | Functie                                | Beschrijving |
| ---- | ------- | -------------------------------------- | --- |
|      |         | Vlag van de president van Griekenland. | Wordt gebruikt om de aanwezigheid van de president in gebouwen, in auto's, op oorlogsschepen en dergelijke te verkondigen. |

## Militaire vlaggen
De oorlogsvlag is reeds in de eerste tabel te vinden.
| Vlag                                             | Periode              | Functie                                          | Beschrijving |
| ------------------------------------------------ | -------------------- | ------------------------------------------------ | --- |
| Geus                                             |                      | Geus                                             | Een vierkante vlag met een wit kruis op een blauw veld.                                                                                    |
| Geus van het Koninkrijk Griekenland              | 1832-1924; 1935-1970 | Geus van het Koninkrijk Griekenland              | Een vierkante vlag met een wit kruis op een blauw veld. In het midden staat een gouden kroon.                                              |
| Luchtmachtvaandel van het Koninkrijk Griekenland | 1935-1970            | Luchtmachtvaandel van het Koninkrijk Griekenland | Een vlag met een wit kruis op een blauw veld. In het midden van het kruis staat het Griekse roundel. In het kanton staat de Griekse kroon. |